# Bockel (Wagenfeld)
Bockel  ist ein Ortsteil der Gemeinde Wagenfeld im niedersächsischen Landkreis Diepholz.

## Geografie
Bockel liegt im Zentrum der Diepholzer Moorniederung, nordwestlich des Kernortes Wagenfeld an der B 239 und an der Landesstraße L 344. Östlich fließt die Wagenfelder Aue, ein rechtsseitiger Nebenfluss der Hunte, westlich erstreckt sich das rund 1760 ha große Naturschutzgebiet Rehdener Geestmoor. Die Landesgrenze zu Nordrhein-Westfalen verläuft südöstlich in 6,0 km Entfernung.

## Geschichte
Am 1. Januar 1967 wurde die bis dahin selbstständige Gemeinde in die Nachbargemeinde Wagenfeld eingegliedert.

## Baudenkmale

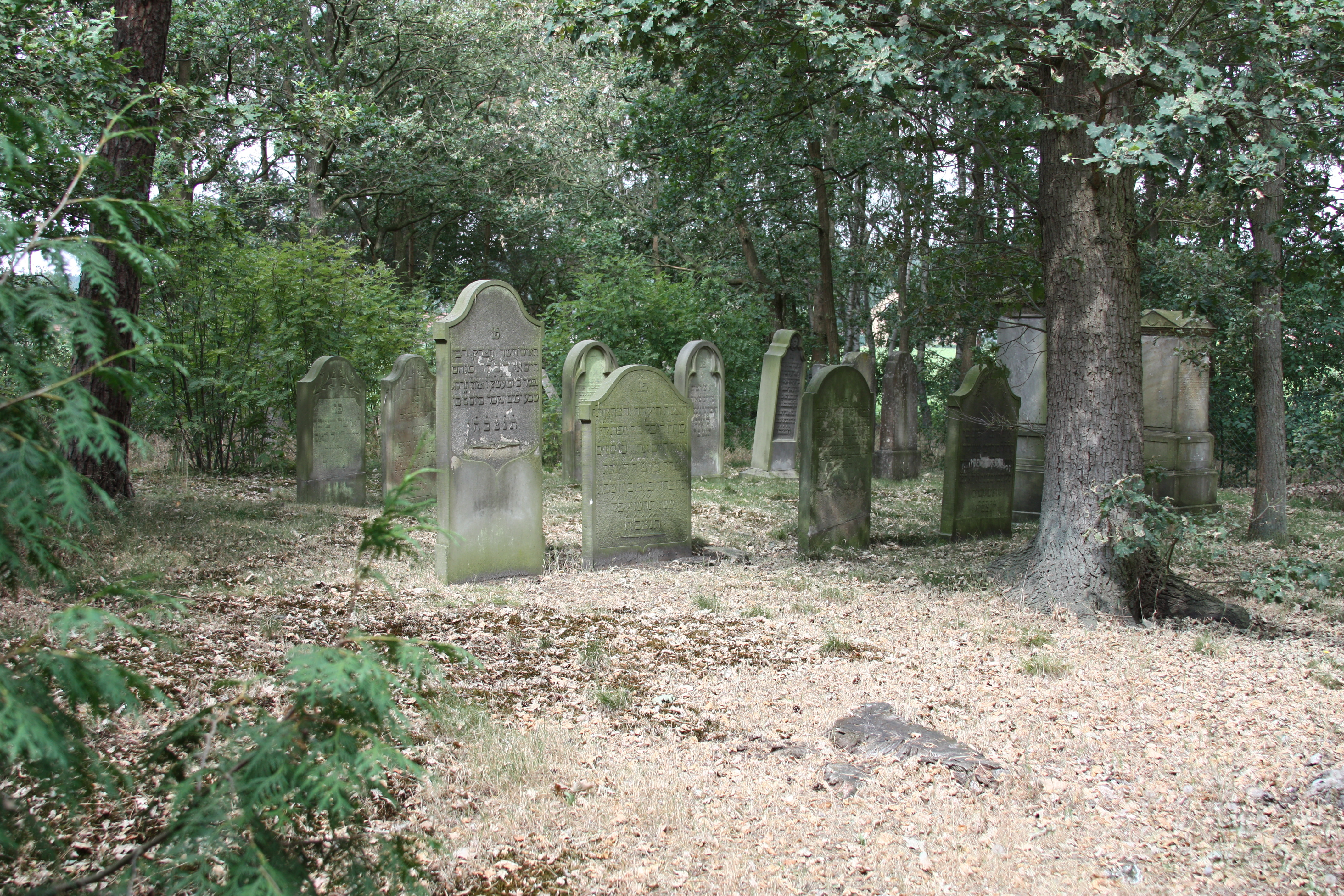
Jüdischer Friedhof Wagenfeld (2010)

In der Liste der Baudenkmale in Wagenfeld ist für Bockel ein Baudenkmal aufgeführt:
- Auf dem jüdischen Friedhof an der Barver Straße sind 27 Grabsteine erhalten.